# Antígono de Soco
Antígono de Soco (en hebreo: אנטיגנוס איש סוכו, Antigonos ish Soco) es uno de los maestros más antiguos de la tradición farisea cuyo nombre se ha conservado. No sabemos casi nada de él. La tradición rabínica no retuvo decisiones legales suyas. La única declaración informada en su nombre es una máxima contenida en el tratado Avot de la Mishná:
Antígono de Soco recibió [la Torá] de Simón el Justo. Dijo: No seas como un sirviente que sirve a su amo para recibir una recompensa, sé como un siervo que sirve a su amo no para recibir recompensa; y el temor del cielo sea sobre ti.
–Pirkei Avot 1.3
La enseñanza de Antígono indica que uno debe hacer el bien de manera desinteresada, pero el alcance de esta máxima es bastante oscuro. Parece ligado a la idea de que existe un mundo por venir (Olam Haba, el mundo venidero) y que es en este mundo donde se hará la justicia divina.
Según la tradición rabínica, Antígono de Soco fue discípulo de Simón el Justo, probablemente el sumo sacerdote Simón II, padre de Onías III. Vivió a finales del siglo III a. C. y sería más o menos contemporáneo de la revuelta de los macabeos. Sus estudiantes fueron Yosef ben Yoezer y Yosef ben Yohanan, los dos primeros sabios del período Zugot. El lugar de Antígono en la cadena de transmisión de la Torá, según la tradición, es un poco especial porque sucede a Simón y le siguen «los dos Yosef». Sin embargo, Simón el Justo es claramente el sumo sacerdote y los dos Yosef también se presentan en la literatura rabínica como sacerdotes, preocupados por cuestiones de pureza ritual ligadas al culto que tiene lugar en el Templo de Jerusalén. Antígono, por tanto, intervino en la cadena entre los antiguos maestros de la tradición sacerdotal, mientras que él mismo no parece vinculado a los intereses sacerdotales.
Aparte del tratado de Pirkei Avot, Antígono de Soco solo es mencionado en el capítulo 5 del Avot de Rabbi Nathan. En este pasaje, él está vinculado a la formación de los movimientos saduceo y boethusiano. El mismo Antígono no juega ningún papel en esta historia: la cuestión que aborda este pasaje es la de la retribución por acciones en el mundo venidero. Dos de sus discípulos, Sadoc y Boethus, habrían malinterpretado su enseñanza y se habrían desviado de la tradición al fundar movimientos heréticos. No es seguro que este pasaje refleje una tradición histórica, la composición final de Avot de Rabbi Nathan puede haber sido tardía, en un momento en que los orígenes de los saduceos habían sido olvidados durante mucho tiempo. Puede ser una historia creada solo para abordar las dificultades de interpretar las palabras de Antígono. Un pasaje de la Tosefta Bama Qama también indica que las controversias sobre la Torá se multiplicaron desde la época de los dos Yosef, los sucesores de Antígono.